# 鑑山寺

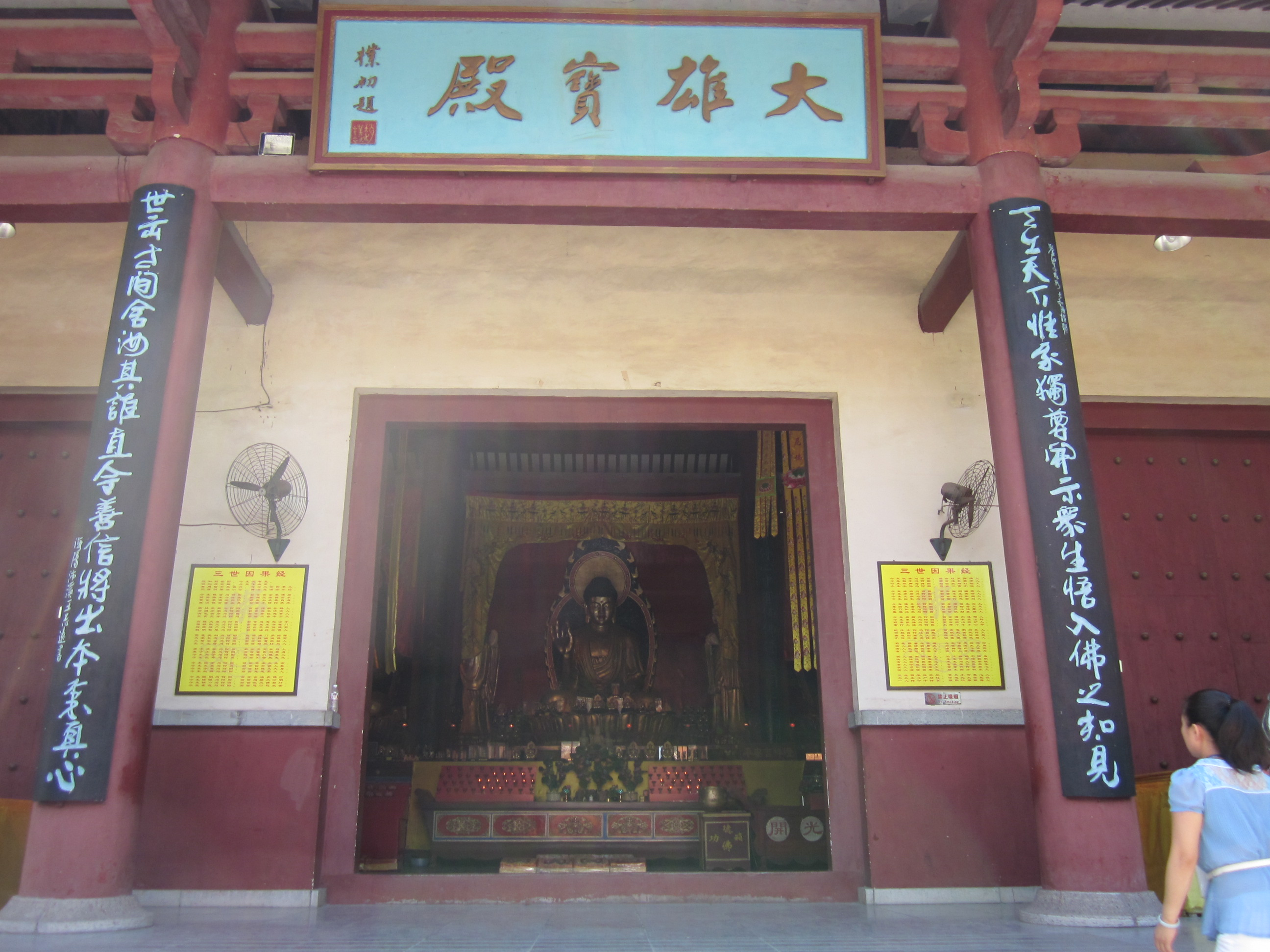
大雄宝殿。

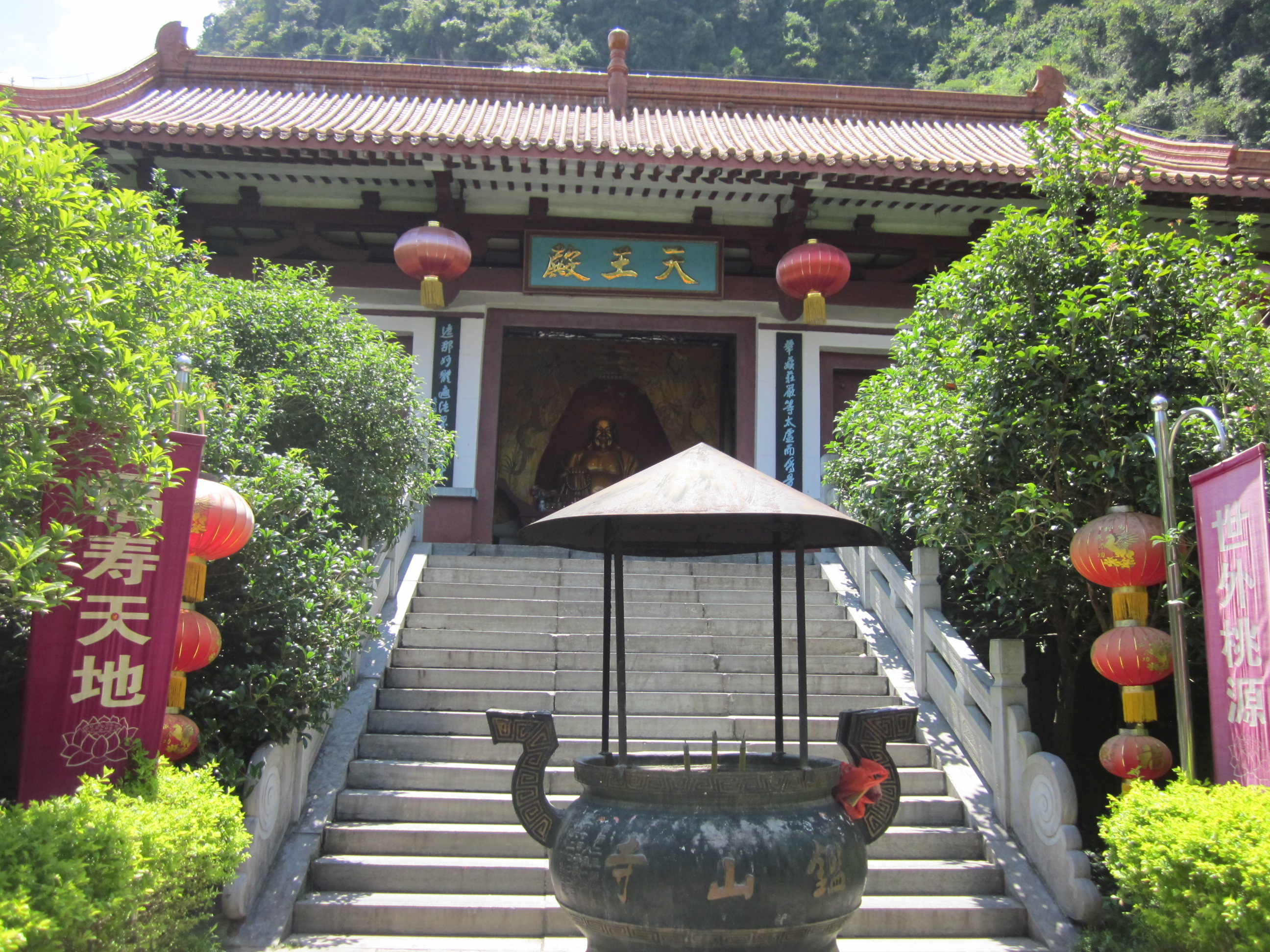
天王殿。

鑑山寺（かんざんじ）は、中華人民共和国広西チワン族自治区桂林市陽朔県にある仏教寺院。

## 歴史
鑑山寺は、唐の開元初年（713年）に創建された。748年夏には、日本への東渡に失敗した鑑真が住した。
兵火により一度は廃寺となったが、1995年、地元政府により寺院の再建が開始された。2011年1月1日に落成し、その模様は、観光客にも一般公開された。

## 伽藍
照壁、山門、天王殿、大雄宝殿（本堂）、藏経閣、觀音殿、文殊殿、普賢殿、地藏殿、鐘楼、鼓楼、画廊、碑亭

## 主な住僧
- 鑑真
- 本如（現在の主職）